# Love Can Move Mountains
Pistes de Celine Dion
Introduction Show Some Emotions
Love Can Move Mountains est une chanson de Céline Dion qui se retrouve sur son album homonyme. Elle sera lancée comme quatrième extrait de cet album au Canada, aux États-Unis et au Japon, et comme troisième extrait dans le reste du monde le 2 novembre 1992.
La chanson a été composée par Diane Warren et produite par Ric Wake.
Love Can Move Mountains remporte le prix Juno de la meilleure musique dance en 1993.
Le vidéoclip a été dirigé par Jeb Brian et a été lancé en novembre 1992. Il a été inclus sur le DVD All The Way... A Decade of Song & Video en 2001.
La chanson fut incluse sur les compilations All The Way... A Decade of Song et My Love: Essential Collection.
Dion interprètera cette chanson pendant les tournées Celine Dion Tour, The Colour of My Love Tour, Falling into You Tour, Let's Talk About Love Tour ainsi qu'à Las Vegas lors des spectacles A New Day et Taking Chances World Tour.

## Charts mondiaux
Aux États-Unis, la chanson débute en 95e position et sera, 10 semaines plus tard, en 36e position. Au Canada, la chanson atteint la 8e position et passe 19 semaines dans les charts. En Australie, la chanson débute en 100e position et sera, la semaine suivante, en 54e position et passe 13 semaines dans les charts. En Allemagne, elle débute en 95e position et sera, 2 semaines plus tard, en 61e position, ce qui en fait le premier succès de la chanteuse canadienne dans ce pays. Au Royaume-Uni, la chanson débute en 46e position et passe seulement 2 semaines dans les charts.
| Pays                         | Meilleure Position |
| ---------------------------- | ------------------ |
| Allemagne                    | 61                 |
| Australie                    | 54                 |
| Canada                       | 2                  |
| Royaume-Uni                  | 46                 |
| États-Unis Billboard Hot 100 | 36                 |